# 1735 ITA
1735 ITA (1948 RJ1) là một tiểu hành tinh vành đai chính được phát hiện ngày 10 tháng 9 năm 1948 bởi P. F. Shajn ở Simeis.